# 8755 Керкедула
8755 Керкедула (8755 Querquedula) — астероїд головного поясу, відкритий 24 вересня 1960 року.
Тіссеранів параметр щодо Юпітера — 3,174.